# Nataša Štupar Šumi
Nataša Štupar Šumi (roj. Suhadolc), arhitektka, slovenska umetnostna zgodovinarka in konservatorka arhitekture. * 1927, Ljubljana, † 2018, Ljubljana.

## Kariera
Leta 1954 je diplomirala iz arhitekture na Tehniški fakulteti pri profesorju Jožetu Plečniku. Leta 1996 je zagovarjala doktorsko disertacijo "Stavbna dediščina na Krasu." Od leta 1960 je bila zaposlena na Zavodu za Spomeniško varstvo LRS (kasneje Zavodu za varstvo kulturne dediščine Slovenije). Najprej je bila vodja Konservatorskega ateljeja, nato pa je do upokojitve delala kot svetovalka direktorja.
Kot konservatorka arhitekture je pustila izjemen pečat na raziskovanju in ohranjanju slovenske arhitekturne dediščine, ustvarila dokumentarno zbirko, ter vodila nad 150 projektov obnov, revitalizacij, rekonstrukcij, ter vrednotenja spomenikov kot so gradovi, samostani, dvorci, hiše in cele vasi.
Njen največji prispevek je bila rekonstrukcija kraške arhitekturne dediščine, poškodovane med drugo svetovno vojno, vključno z gradom Rihemberk, dvorcem Vogrsko in utrjeno srednjeveško vasjo Štanjel.
Leta 2012 je za življenjsko delo na področju restavratorstva in konservatorstva prejela Steletovo nagrado.

## Pomembnejša dela
- Obnova gradu in hiš v naselju Predjama (1962−1968)
- Prenova gradu Rihemberk (po 1962)
- Prenova gradu Hmeljnik (1965−1968)
- Prenova dvorca Vogrsko (1968−1980)
- Obnova hiš v kraških vaseh Kobdilj in Šmartno v Brdih (po 1960)
- Prenova gradu in obnova vasi Štanjel na Krasu (1970−1988)
- Obnova dvorca Betnava pri Mariboru (1976−1991)
- Obnova dvorca Dobrovo (po 1979)